# Kandid Czarkwiani
Kandid Czarkwiani (gruz. კანდიდ ნესტორის ძე ჩარკვიანი, ros. Кандид Нестерович Чарквиани, ur. 1907 w Cageri, zm. 1994 w Tbilisi) – radziecki i gruziński polityk, I sekretarz KC Komunistycznej Partii (bolszewików) Gruzji w latach 1938–1952.

## Życiorys
Od 1930 członek WKP(b), doktor nauk ekonomicznych, do maja 1937 kierownik Wydziału Szkół i Nauki KC Komunistycznej Partii (bolszewików) Gruzji (KP(b)G), następnie III sekretarz KC tej partii. Od 31 sierpnia 1938 do 4 lutego 1952 I sekretarz KC KP(b)G i równocześnie I sekretarz Komitetu Miejskiego KP(b)G w Tbilisi. W latach 1952–1953 członek KC WKP(b)/KPZR, 1953–1958 pełnomocnik budów w Taszkencie, później pracował w Instytucie Ekonomii i Prawa Akademii Nauk Gruzińskiej SRR. W latach 1981–1988 dyrektor Naukowo-Badawczego Instytutu Ekonomiki i Planowania Gospodarki Ludowej Gruzińskiej SRR. Deputowany do Rady Najwyższej ZSRR od 1 do 3 kadencji. W 1987 odznaczony Orderem Przyjaźni Narodów.